# Pasuruhan (Watumalang)
Pasuruhan is een bestuurslaag in het regentschap Wonosobo van de provincie Midden-Java, Indonesië. Pasuruhan telt 2511 inwoners (volkstelling 2010).